# Шлях до здоров'я (видання)
«Шлях до здоров'я» — орган Народного комісаріату здоров'я УРСР, виходив у 1925—1941 роках, до 1936 — у Харкові, з 1937 р. — у Києві. Виходив спершу як місячник, 1929—1930 — як двотижневик, з 1931 — як декадник, з 1934 — знову як місячник.
Тематика видання в основному була присвячена медико-соціальним питанням охорони здоров'я. Розглядалися проблеми сім'ї та шлюбу, проституції, абортів, алкоголізму, дитячої безпритульності, розповсюдження венеричних захворювань. Серед тем розглядалося і питання про миття у лазні (зі світлинами та детальним описом як митися), оскільки знання про особисту гігієну було необхідні для значної частини населення. Журнал також переконував, що лікування від венеричних хвороб є необхідним і в цьому немає нічого «постыдного». Друкувалися фото процесу лікування хворих на сифіліс, щоб заохотити звернення до медичного закладу у випадку такої «халепи».
При «Шлясі до здоров'я» виходили додатки: «За тверезість» (1929—1932), «За здорове харчування» (з 1931) і «Здорова зміна» (1931—1933). Редактором усіх видань був Д. І. Єфимов.
В додатку «За тверезість» досліджувалися питання соціальної історії, історії повсякдення, історичної антропології. Багато статей стосувалися жіночого та дитячого алкоголізму. За цим додатком можна отримати інформацію про хід протиалкогольної кампанії у Харкові на початку 1930-х років.